# Efraín Hurtado
José Efraín Hurtado Barrios (Calabozo, 31 de marzo de 1935 - Caracas, 26 de octubre de 1978) fue un antropólogo, sociólogo, ensayista, poeta y profesor universitario venezolano. 
De profesión sociólogo y antropólogo, se graduó en la Universidad Central de Venezuela (UCV). Estudió en Argentina y Francia. En París realizó estudios de postgrado, manteniendo contacto con figuras como Claude Lévi-Strauss, Roland Barthes y Jacques Berque.
De regreso a Venezuela, durante quince años ejerció la cátedra de antropología social de la UCV. 
En 1964 ganó el premio de poesía del Ateneo de Boconó con su libro Papeles de condenado, el cual fue ilustrado por el artista plástico Mateo Manaure. En cuanto a narrativa, es autor del libro de cuentos Ojo de Buey (1974). Participó en las agrupaciones de vanguardia artística: Sardio y Techo de la Ballena. También fundó las revistas Rocinante y Uno y múltiple. Fue colaborador del Papel Literario del diario El Nacional. 
Falleció a los 43 años el 26 de octubre de 1978. Dejó inédito el libro de poemas Escampos, el cual fue publicado póstumamente en 1979. El novelista Adriano González León le dedicó la crónica «Efraín», la cual compiló en su libro Del rayo y de la lluvia (1981). 
Como homenaje, en el año 2000 fue inaugurada, en su natal Calabozo, la Biblioteca pública Efraín Hurtado. En 2013 el crítico literario Edmundo Aray hizo el compendio de la poesía de Hurtado bajo el título de Obra poética.

## Obra

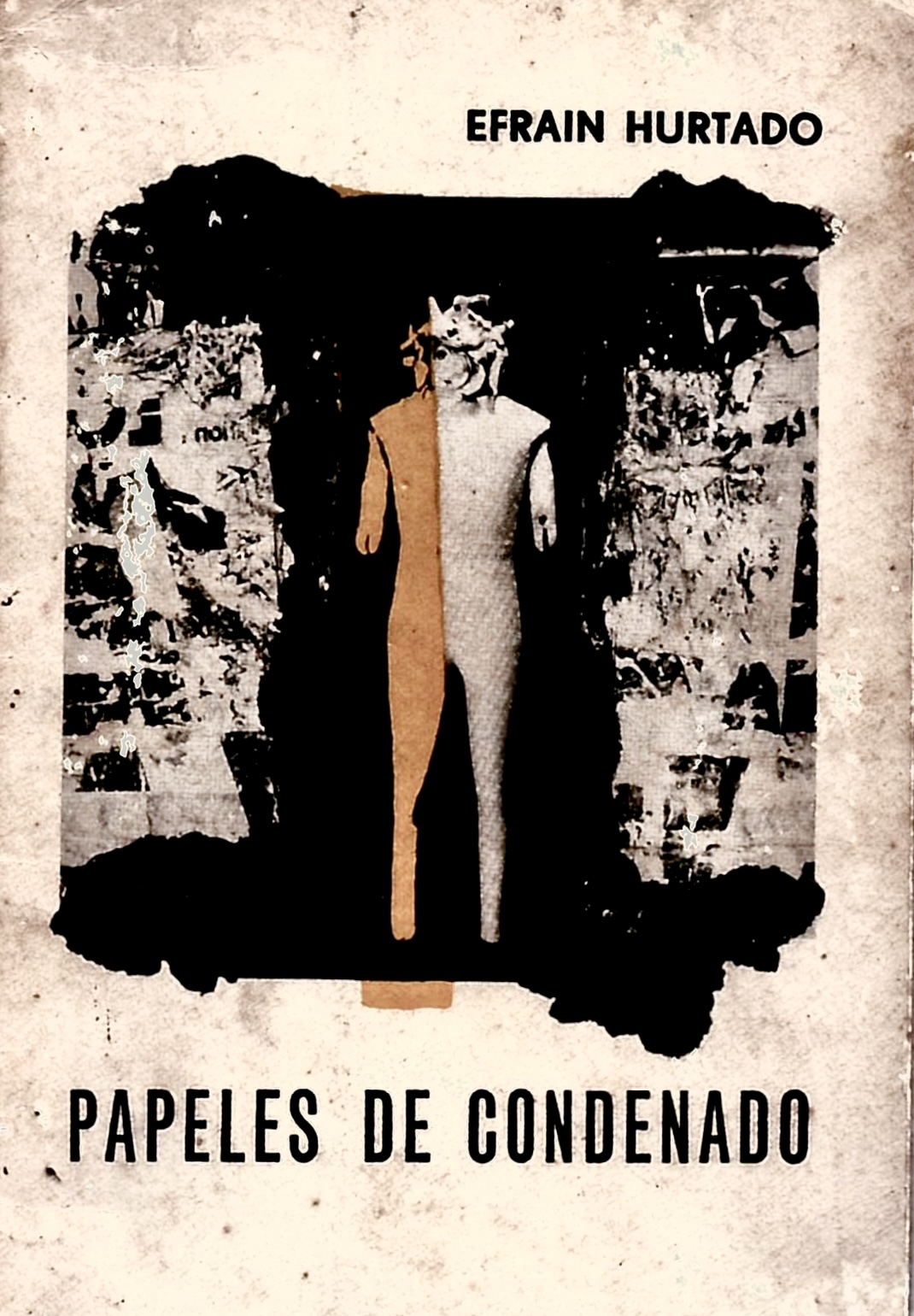
Portada del primer libro de poemas de Hurtado Papeles de condenado (1964).

- Papeles de condenado (1964), poesía.
- Redes maestras (1966), poesía.
- Libro de héroes (1971), junto a Edmundo Aray y Héctor Malavé Mata.
- A dos palmos apenas (1972), poesía
- Transparencia del signo (1973), ensayo.
- Ojo de buey (1974), narrativa.
- Escampos (1979), poesía.
- Obra poética (2013)